# Thonhausen (Wolfersdorf)

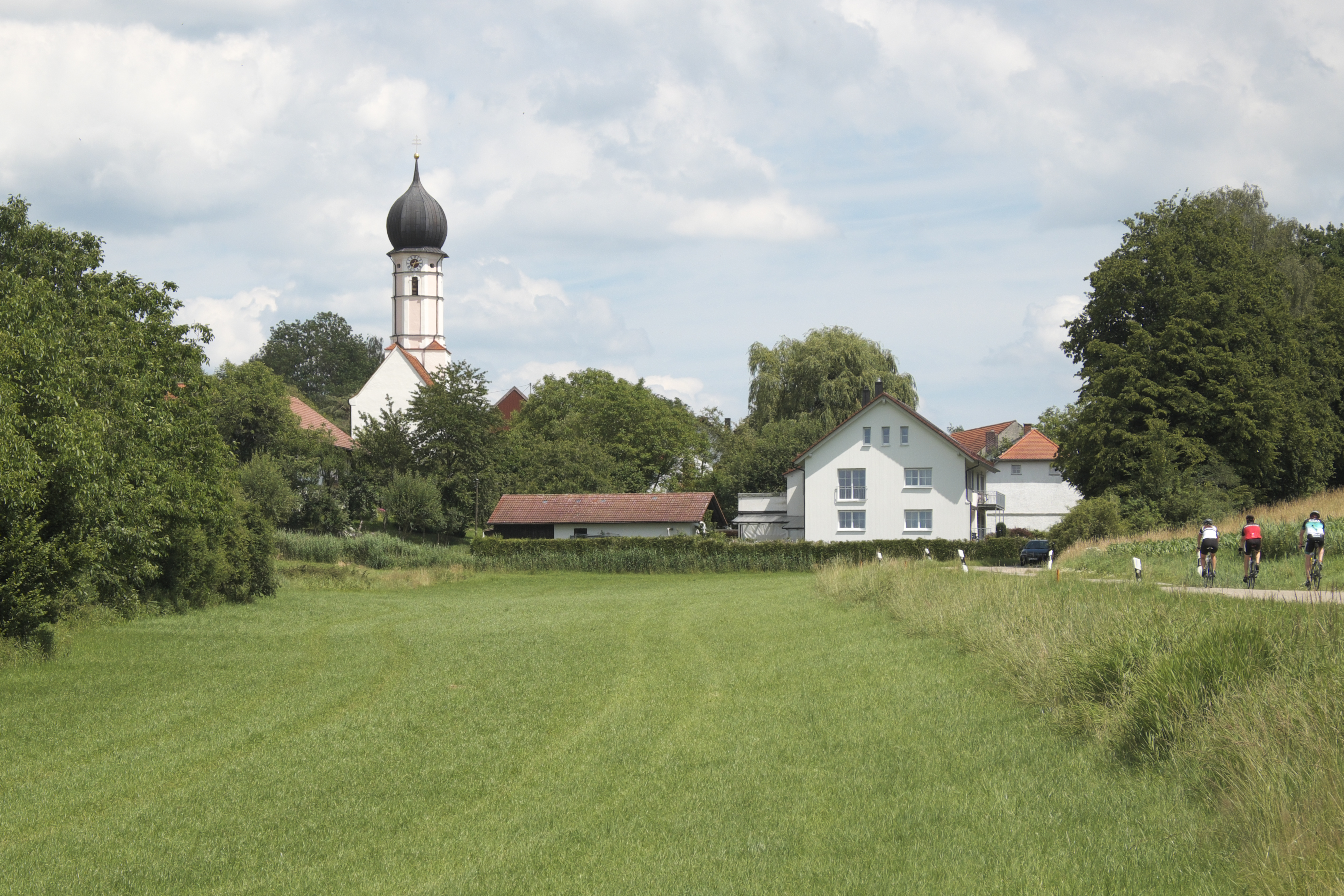
Thonhausen bei Wolfersdorf

Thonhausen ist ein Gemeindeteil der Gemeinde Wolfersdorf im oberbayerischen Landkreis Freising.

## Geschichte
Thonhausen heißt in der ältesten Urkunde (926) Tanhusa (= Häuser im Tannenwald). Es wird bereits ein dem Heiligen Koloman geweihtes Kirchlein erwähnt. Thonhausen zählte zur 1818 durch das bayerische Gemeindeedikt gegründeten Gemeinde Berghaselbach, diese wurde im Zuge der Verwaltungsreformen in Bayern 1818 eine selbstständige politische Gemeinde.  Im Rahmen der Gemeindegebietsreform wurde am 1. Januar 1977 die Gemeinde in die Gemeinde Wolfersdorf eingegliedert.

## Baudenkmäler
- Katholische Filialkirche St. Coloman